# Herpetologi
Herpetologi (av klassisk grekiska ἑρπήτόν (herpeton) ’kräldjur’) är läran om groddjur och kräldjur.
De flesta groddjurens levnadssätt före metamorfosen (grodyngel) skiljer sig tydlig från levnadssättet efter metamorfosen (vuxna djur). Det återspeglas i groddjurens namn amfibier. Namnet är bildat av de gammalgrekiska orden ἀμφί amphí (på båda sidor) och βίος bíos (liv). Hit hör grodor, paddor, maskgroddjur och salamandrar. Kräldjuren kallas reptiler och är till skillnad från groddjuren oftast fjällbärande. Hit hör sköldpaddor, ormar, ödlor, masködlor och krokodildjur, samt de numera utdöda arkosaurierna. Den äldsta bevarade samlingen över olika ormar återfinns i Brooklyn-papyrusen.
Grod- och kräldjur kallas ibland med ett samlingsnamn för herptiler. De två grupperna är dock rent evolutionärt inte nära besläktade; de skildes åt då vissa djur började leva konstant på land under yngre karbon för över 300 miljoner år sedan.